# Битва при Амба-Алаге (1941)
Битва при Амба-Алаге (1941) (итал. seconda battaglia dell'Amba Alagi) — сражение Восточноафриканской кампании Второй мировой войны, происходившее в горах Северной Эфиопии в апреле-мае 1941 года, в ходе которого британские войска под командованием генерала Аллана Каннингема принудили к капитуляции итальянские части герцога Амадея Савойского.

## Силы сторон

### Италия
К началу сражения итальянские силы составляли около 7000 солдат, включая пулемётный батальон, артиллерийский полк (40 65-мм горных орудий 65/17 образца 1913 года) и пехотный полк.

### Союзники
Количество британских сил достигало 41 000 человек, из них 25 000 — английские части (переброшенные из Индии) и 16 000 эфиопов. Также в эти силы входили индийская дивизия, бригада из Южной Африки и другие отдельные подразделения. После занятия Дэссе к союзным войскам присоединилась группа эфиопских партизан.

## Предыстория
В ходе Второй мировой войны, столкнувшись с наступлением численно превосходящих британских войск, генерал-губернатор Итальянской Восточной Африки Амадей Савойский отдал итальянским частям в этом регионе приказ продолжать сопротивление союзникам в районах Галла-Сидамо и у Амба-Алаге, возвышенности на территории современного региона Амхара. Группа самого Амадея Савойского отступила от Аддис-Абебы, занятой союзниками 6 апреля 1941 года, в Амба-Алаге, в то время как войска генерала Пьетро Гаццеры отошли на юг Эфиопии (в провинции Сидамо и Галла), а Гульельмо Наси — в Гондэр (регион Амхара).

## Ход сражения
17 апреля 1941 года герцог Аостский с 7000 солдат занял укреплённые позиции у Амба-Алаге — горы высотой почти 4000 метров, высочайшей в состоящем из 9 вершин горном хребте Алаги, к востоку от которого лежит дорога от Дэссе на север.
Британские войска получили приказ преследовать отступающих итальянцев и недопустить закрепление их на пригодных для обороны рубежах. После 3 дней наступления англичанами был занят Дэссе, наиболее крупный город к югу от Амба-Алаге.
К концу апреля положение итальянской группировки, лишенной подкреплений и снабжения вследствие осады Амба-Алаге подошедшими из Эритреи индийскими войсками генерала Каннингема, серьёзно осложнилось.
В начале мая британские части начали непосредственную операцию по захвату Амба-Алаге, но 3 мая итальянцы предприняли двойную контратаку: в то время как пехотный полк пытался пробиться на восток, к перевалу Фалага (чтобы занять дорогу на Дэссе), батальон предпринял нападение на силы англичан в центре. Обе этих атаки были отбиты.
4 мая союзники заняли при поддержке артиллерии 3 вершины хребта Алаги. На следующий день они попытались развить успех, но были отбиты координированным огнём итальянцев. В ночь на 6 мая часть сил Великобритании предприняла атаку на саму Амба-Алаге, в то время как другая группа англичан, пользуясь этим столкновением, захватила ещё одну горную вершину. Затем, прибывшие к союзникам подкрепления позволили им занять к 14 мая все оставшиеся высоты, за исключением самой Амба-Алаге.

## Итоги сражения

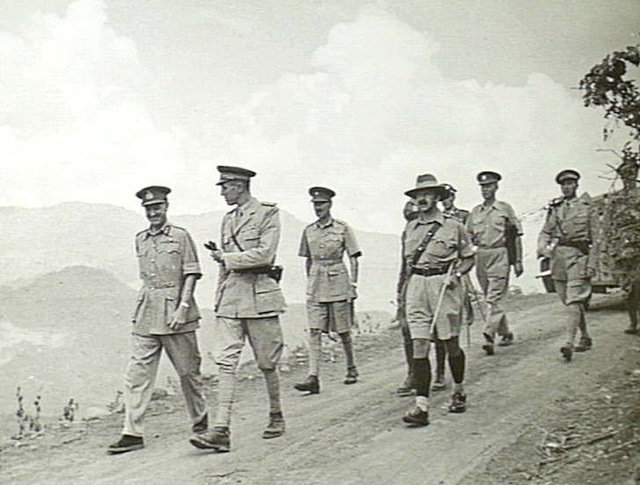
Британский генерал сэр Мосли Мэйн (слева) и Амадей Савойский (второй слева) после битвы при Амба-Алаге (июнь 1941). Герцог взят в плен

Итальянские солдаты упорно сражались против превосходящих сил противника, но, лишенные запасов воды и продовольствия, вынуждены были капитулировать перед союзными войсками 17 мая. Командующему побежденными Амадею Савойскому в знак признания храбрости его солдат было оставлено право на ношение личного оружия (хотя, возможно, это было сделано по причине его принадлежности к королевской династии Италии).
После захвата Амба-Алаге главная группировка итальянских войск в Эфиопии прекратила своё существование. Сопротивление союзным силам продолжали оказывать только войска Пьетро Гаццеры на юге страны и в Бельгийском Конго (до 6 июля) и Гульельмо Наси в районе Гондэра (до 28 ноября 1941 года). 5 мая 1941 года в страну после пятилетнего изгнания вернулся негус Хайле Селассие. Генерал-губернатор Итальянской Восточной Африки и командующий итальянскими войсками в этом регионе сдался в плен. Большая часть Центральной и Северной Эфиопии была освобождена от власти итальянцев.

## Интересные факты
Во время Первой итало-эфиопской войны, в декабре 1895 года, под Амба-Алаге 15-тысячная эфиопская армия уничтожила итальянский отряд в 2500 солдат с 4 орудиями.